# 球場前駅 (高知県)
球場前駅（きゅうじょうまええき）は、高知県安芸市桜ヶ丘町にある、土佐くろしお鉄道（TKT）ごめん・なはり線の駅である。駅番号はGN28。
名称の通り、安芸市営球場への最寄駅である。全快速列車が停車する。
種別が変わるのは安芸駅からだが、快速列車、普通列車共にこの先の全駅に停車する。かつては、朝夕の快速のみが止まり、日中の快速は通過していた。

## 歴史
- 2002年（平成14年）7月1日：土佐くろしお鉄道ごめん・なはり線の駅として開設。

## 駅構造

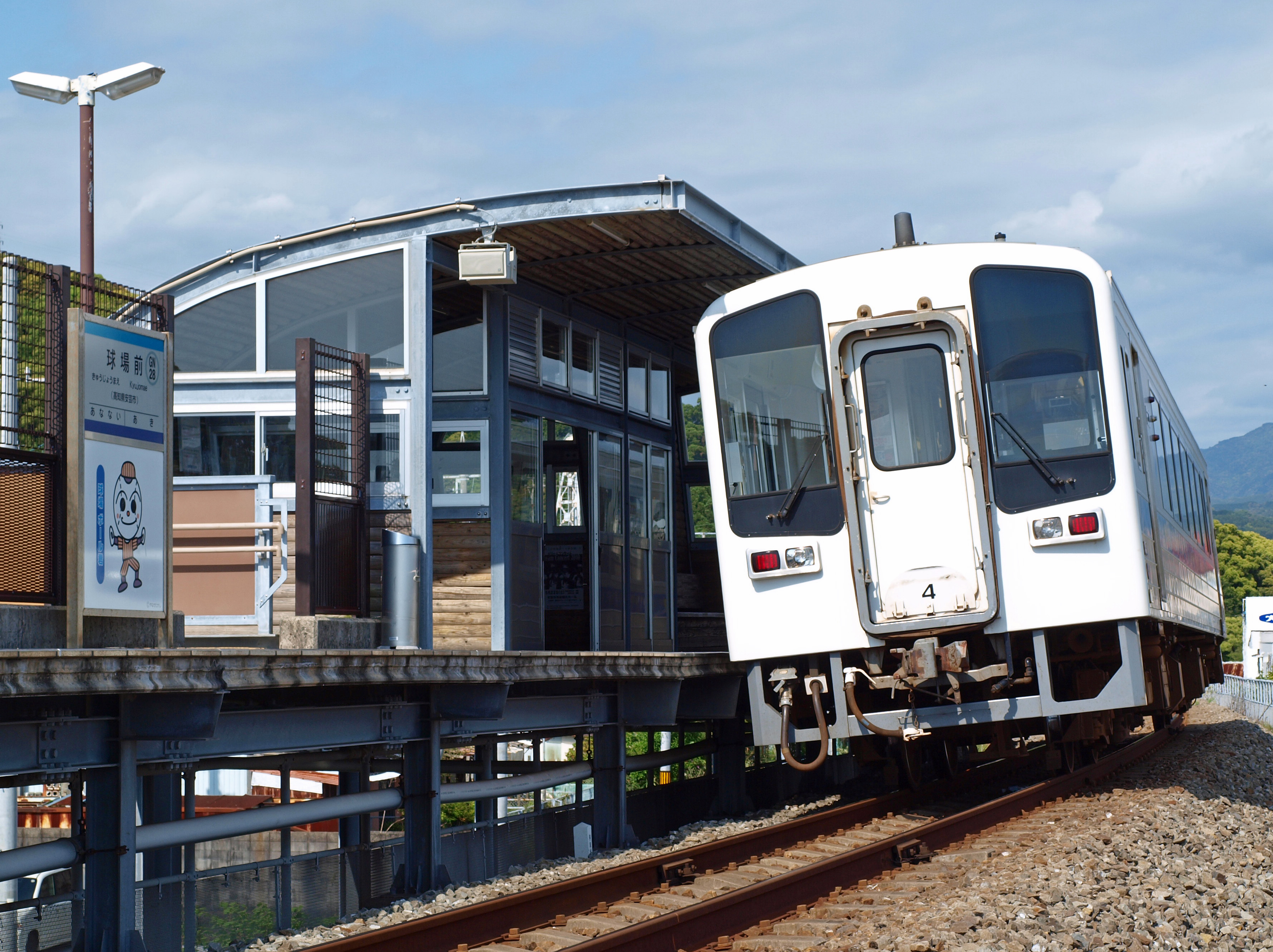
車両はホーム側にかなり傾斜して停まる。

盛土上に単式ホーム1面1線を有する地上駅。
無人駅。ホームは線路北側にある。

## 駅周辺

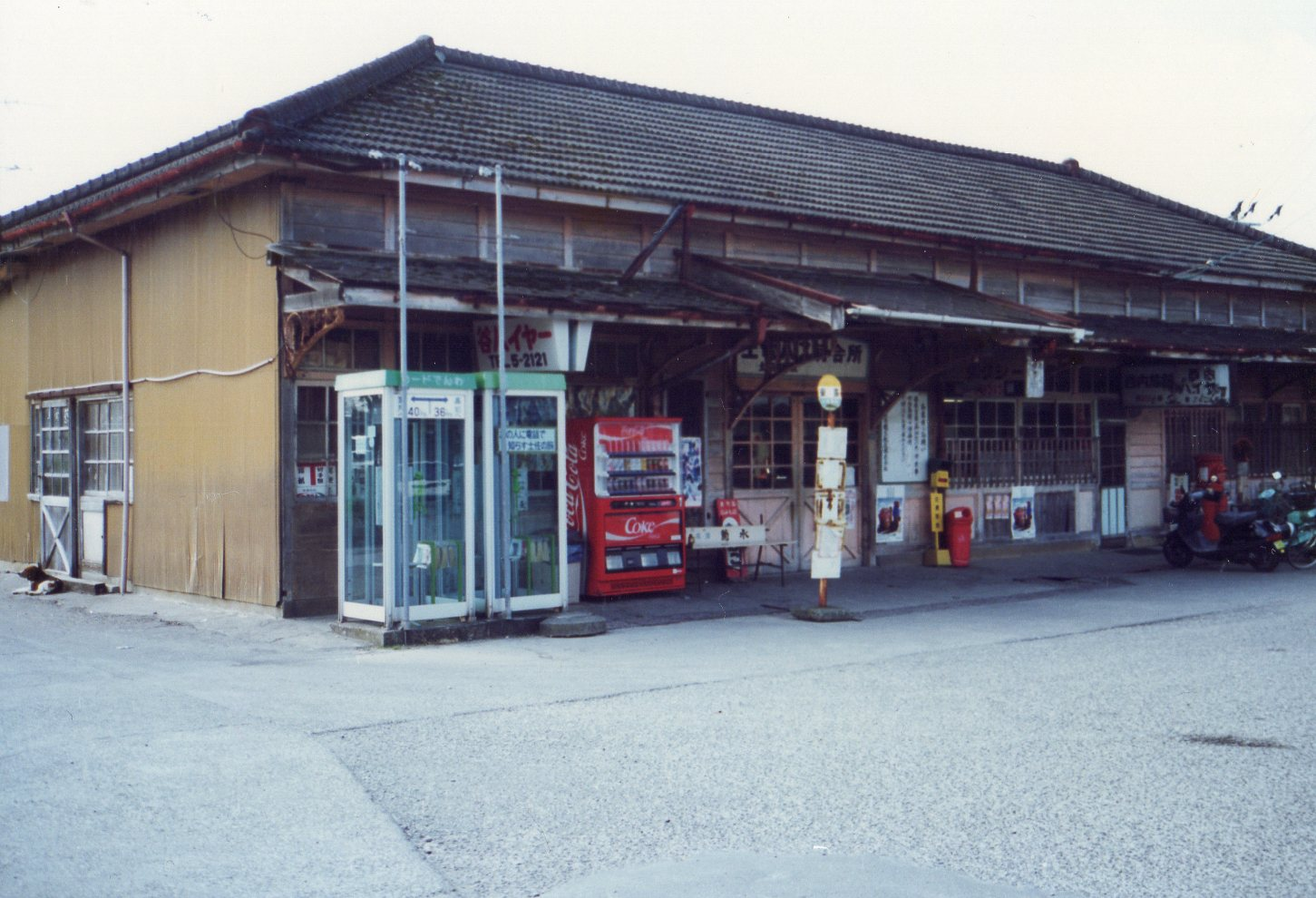
旧土佐電気鉄道安芸駅（1993年2月）

駅北方に安芸市営球場と多目的体育館「安芸ドーム」がある。安芸市営球場ではプロ野球・阪神タイガースのキャンプが毎年行われており、そのシーズンには見学者等で賑わいを見せる。
駅南方に国道55号が走っており、更に南側には安芸漁港へ続くカリヨン広場がある。この広場には、廃止された土佐電気鉄道安芸線の安芸駅が以前存在し、1995年までは駅舎が残っていた。近くに高知県立安芸中学校・高等学校、高知県立あき総合病院がある。あき総合病院最寄に新駅「あき総合病院前駅」が開業した。

## バス路線
安芸営業所バス停（高知東部交通本社前）より発車する。
- 高知東部交通
  - 安芸駅・奈半利駅・室戸岬経由室戸世界ジオパークセンター行き（甲浦方面は室戸世界ジオパークセンターで乗り換え）（奈半利駅以遠は阿佐線未成区間）
  - 安芸駅・馬路・魚梁瀬方面
  - 後免町・JA高知病院・南国バイパス・はりまや橋経由桟橋車庫行き
  - 後免町・JA高知病院・南国バイパス・はりまや橋経由県庁前行き

- とさでん交通（阪急バスと共同運行）
  - よさこい号 大阪梅田行

## イメージキャラクター

球場 ボール君と安芸ドーム

名称は「球場 ボール君」。野球をモチーフにしたキャラクターで、野球のボールが顔となっており、薄橙色に縦縞の入ったユニフォームと帽子を着ている。
駅北側の道路を挟んだ位置に、このキャラクターのモニュメントが設置されている。
また、バップが発売するごめん・なはり線記念ソング『いいなぁ安芸（アキ）』（2003年発売、VPCD-81471）というアルバムに「とべ とべ ボール君!」のタイトルで「球場 ボール君」に関するオリジナルソングが収録されている。（作詞：やなせたかし、作曲：ミッシェル・カマ（やなせの作曲家としてのペンネーム）、編曲：近藤浩章、歌：やなせたかし、大和田りつこ、岡崎裕美）。

## 隣の駅
土佐くろしお鉄道
■ごめん・なはり線
■快速（あき総合病院前方面は当駅以降各停）
和食駅 (GN31) -（安芸行1本のみ穴内駅 (GN29)） - 球場前駅 (GN28) - あき総合病院前駅 (GN27-1)
■普通
穴内駅 (GN29) - 球場前駅 (GN28) - あき総合病院前駅 (GN27-1)